# 갑종장교
육군 갑종장교(陸軍 甲種將校)는 과거에 존재했던 대한민국 국군의 중요 장교 양성과정 중 하나이다. 간부요원의 수요가 증가하자 단기사관의 형태로 간부요원을 훈련시켜서 각 부대에 투입하기 위해 만든 제도로써 을종하사관과 동시에 창설되었으며 동일한 과정의 훈련을 거쳐 임관하였다. 다만 같은 훈련을 받았어도 고등학교 졸업 이상의 학력을 가진 경우는 갑종이라 하여 장교로 임관시킨 반면 그 이하의 학력을 가진 사람은 을종이라 하여 부사관으로 임용하였다.

## 개요
갑종간부후보생 과정은 1950년 1월 육군보병학교에 설치되어 한국전쟁 직후인 1950년 7월 15일 1기 363명(이상열, 이영희, 한병기, 공노명 등)이 임관한 것을 시작으로 1968년 육군3사관학교의 개교로 인하여 1969년에 갑종장교 제도가 폐지될 때까지 230기까지 4만5424명의 장교를 배출했다. 이 가운데 오자복(3기), 조영길(172기) 전 국방장관을 비롯해 200명은 장군으로 진급했다. 2006년 11월 권영기 2야전군사령관(222기)이 전역한 것을 끝으로 갑종장교 출신 현역은 군대에서 모두 전역했으며 갑종장교는 역사의 뒤안길로 사라졌다.

## 저명한 동문

### 대장(大將)
| # | 이름            | 출신      | 기수  | 보직 (대수)                                                                               | 진급일                                         | 비고                                |
| - | --------------- | --------- | ----- | ----------------------------------------------------------------------------------------- | ---------------------------------------------- | ----------------------------------- |
| 1 | 오자복 (吳滋福) | 경기 개성 | 3기   | - 2야전군사령관(21) 1984. 7. 14. ~ 1986. 7. 8. - 합동참모의장(21) 1986. 7. ~ 1987. 12.    | 1982. 6. 1. 중장 진급 1985. 1. 14. 대장 진급   | - 5군단장 - 육군참모차장            |
| 2 | 정호근 (鄭鎬根) | 경기 안성 | 5기   | - 1야전군사령관(21) 1987. 6. ∼ 1989. 4. - 합동참모의장(23) 1989. 4. ~ 1991. 12.           | 1983. 8. 30. 중장 진급 1987. 6. 15. 대장 진급  | - 7기동군단장 - 국방부 특명검열단장 |
| 3 | 조영길 (曺永吉) | 전남 영광 | 172기 | - 2야전군사령관(30) 1998. 3. 28. ~ 1999. 10. 28. - 합동참모의장(29) 1999. 10. ~ 2001. 10. | 1995. 10. 12. 중장 진급 1998. 3. 27. 대장 진급 | - 2군단장 - 2야전군 부사령관        |
| 4 | 정수성 (鄭壽星) | 경북 경주 | 202기 | - 1야전군사령관(31) 2003. 4. 3. ∼ 2005. 4. 4.                                             | 1999. 10. 27. 중장 진급 2003. 4. 2. 대장 진급  | - 수도군단장 - 1야전군사령관        |
| 5 | 권영기 (權泳基) | 경남 합천 | 222기 | - 2야전군사령관(34) 2005. 3. 31. ~ 2006. 11. 17.                                          | 2001. 11. 12. 중장 진급 2005. 3. 24. 대장 진급 | - 3군단장 - 국방대 총장             |